# Фернан Нунес
Фернан Нунес (на испански: Fernán Núñez) е населено място и община в Испания. Намира се в провинция Кордоба, в състава на автономната област Андалусия. Общината влиза в състава на района (комарка) Кампиния Сур. Заема площ от 29,8 km². Населението му е 9736 души (по преброяване от 2010 г.). Разстоянието до административния център на провинцията е 24 km.

## Демография
| 1996 | 1998 | 1999 | 2000 | 2001 | 2002 | 2003 | 2004 | 2005 | 2006 |
| ---- | ---- | ---- | ---- | ---- | ---- | ---- | ---- | ---- | ---- |
| 9442 | 9494 | 9491 | 9497 | 9484 | 9495 | 9451 | 9407 | 9438 | 9502 |